# Birifor (peuple)
Pour les articles homonymes, voir Birifor.
Le peuple Birifor est une population d'Afrique de l'Ouest établie au nord du Ghana et de l'autre côté de la frontière au sud-ouest du Burkina Faso. Quelques communautés vivent également en Côte d'Ivoire. Ce peuple est proche du peuple Lobi.
Selon les sources et le contexte, on observe quelques variantes : Berifor, Birafo, Birifo, Birifori, Birifors, Bifô qui est l'appellation de Birifor dans leur propre langue.) Lober.

## Langues
Leur langue est le birifor, une langue oti-volta du groupe des langues gur. On distingue le birifor du Nord (ou malba), qui comptait 108 000 locuteurs au Burkina Faso en 1993, et le birifor du Sud qui comptait près de 130 000 locuteurs dont 125 000 au Ghana (2003) et 4 310 en Côte d'Ivoire (1993). Le lobiri, le moré, le dioula et le français sont également utilisés.